# Lithophane cinerosa
Lithophane cinerosa är en fjärilsart som beskrevs av Augustus Radcliffe Grote 1879. Lithophane cinerosa ingår i släktet Lithophane och familjen nattflyn. Inga underarter finns listade i Catalogue of Life.